# دانیل فلسنهاور
دانیل فلسنهاور (انگلیسی: Daniel Felgenhauer؛ زادهٔ ۱۰ مهٔ ۱۹۷۶) بازیکن فوتبال اهل آلمان است.
از باشگاه‌هایی که در آن بازی کرده‌است می‌توان به باشگاه فوتبال گروتر فورث، باشگاه فوتبال روت وایس اهلن، و باشگاه فوتبال بروسیا مونشن‌گلادباخ اشاره کرد.